# Bouansa
Bouansa – miasto w południowo-wschodnim Kongu, w departamencie Bouenza. Według danych na rok 2007 liczyło 19 064 mieszkańców.